# Mecynorhina
A Mecynorhina a rovarok (Insecta) osztályának bogarak (Coleoptera) rendjébe, ezen belül a mindenevő bogarak (Polyphaga) alrendjébe és a ganajtúrófélék (Scarabaeidae) családjába tartozó nem.

## Tudnivalók
A Mecynorhina bogárnemet sokszor két r-rel - Mecynorrhina - írják, azonban ez helytelen, azaz hibás írás. A nemet 1837-ben, Frederick William Hope angol lelkész, entomológus és gyűjtő alkotta, illetve nevezte meg. Az idetartozó bogarak Afrika trópusi részeit népesítik be. Fő jellemzőik a nagy méreteik és a fajokon belüli színváltozatok.

## Rendszerezés
A nembe az alábbi 5 alnem és 10 faj tartozik (legalábbis De Palma és Frantz 2010-es átrendezése szerint):
- Amaurodes Westwood, 1844 (szinonimája: Chelorrhina Burmeister, 1842)
  - Mecynorhina passerinii (Westwood, 1844)
- Chelorhinella De Palma & Frantz, 2010
  - Mecynorhina kraatzi (Moser, 1905)
  - Mecynorhina savagei Harris, 1844
- Mecynorhina Hope, 1837  
  - bársonyhátú rózsabogár (Mecynorhina polyphemus) (Fabricius, 1781) - típusfaj
- Mecynorrhinella Marais & Holm, 1992
  - Mecynorhina oberthueri Fairmaire, 1903
  - Mecynorhina torquata (Drury, 1782)
  - Mecynorhina ugandensis (Moser, 1907) (ezt a bogarat, gyakran a Mecynorhina torquata faj alfajaként kezelik)
- Megalorhina Westwood, 1847
  - Mecynorhina harrisi (Westwood, 1847)
  - Mecynorhina mukengiana (Kolbe, 1884)
  - Mecynorhina taverniersi Allard, 1990

## Fordítás
- Ez a szócikk részben vagy egészben  a   Mecynorhina című angol Wikipédia-szócikk ezen változatának fordításán alapul.  Az eredeti cikk szerkesztőit annak laptörténete sorolja fel. Ez a jelzés csupán a megfogalmazás eredetét és a szerzői jogokat jelzi, nem szolgál a cikkben szereplő információk forrásmegjelöléseként.